# Новобірилюси
Новобірилюси (рос. Новобирилюссы) — село в Росії, у Красноярському краї, адміністративний центр Бірилюського району. Населення - 4141 осіб.

## Географія
Розташоване на березі річки Чулим за 78 км від залізничної станції Ачинськ (вузол ліній на Красноярськ, Анжеро-Судженськ, Єнісейськ та Красну Сопку).